# Kitchee SC
Kitchee Sports Club, é um clube esportivo de Hong Kong, mais conhecido por suas façanhas no futebol. O clube foi fundado em 1931 e joga atualmentee na Liga da Primeira Divisão de Hong Kong. Depois que retornou à primeira divisão do futebol de Hong Kong em 2003, tornou-se um dos mais bem sucedidos times do país. Comandado pelo seu técnico anterior Dejan Antonić, o Kitchee ganhou dois títulos na temporada de 2005/06. Também sob o comando de Dejan Antonić, o Kitchee tornou-se um dos representantes de Hong Kong na Copa dos Campeões da Ásia em 2008 após ficar em segundo lugar na Liga da Primeira Divisão de Hong Kong, já que, o South China que foi o campeão, já havia garantido lugar por ter vencido também a Copa Protetor Sênior de Hong Kong.
O Kitchee tem o melhor resultado na disputa entre times de Hong Kong e da Itália, venceu o Milan por 2x1 em 31 de maio de 2004 e bateu a Juventus por 5x3 nos pênaltis (depois de um empate de 2x2 no tempo normal) em 4 de junho de 2005, pelo campeonato amistoso de verão disputado em Hong Kong.

## Títulos
- Liga da Primeira Divisão de Hong Kong: 10 (1947-48, 1949-50, 1963-64, 2010/11, 2011/12, 2013/14, 2014/15, 2016/17,2017/18 e 2020/21)
- Copa da Liga de Hong Kong: 5 (2005-06, 2006-07, 2011-12, 2014-15 e 2015-16)
- Protetor Sênior de Hong Kong: 6 (1949-50, 1953-54, 1959-60, 1963-64, 2005-06 e 2016-17)
- Copa FA: 4 (2011-12, 2012-13, 2014-15 e 2016-17)